# Ейолфюр Сверіссон
Заголовок цієї статті — це ісландське ім'я, де Ейолфюр — особове ім'я, а Сверіссон — ім'я по батькові. 
Ейолфюр Сверіссон (ісл. Eyjólfur Sverrisson, нар. 3 серпня 1968, Сейдаркрокюр) — ісландський футболіст, захисник. По завершенні ігрової кар'єри — футбольний тренер. Наразі очолює тренерський штаб молодіжної збірної Ісландії.
Як гравець насамперед відомий виступами за клуби «Штутгарт» та «Герта», а також національну збірну Ісландії.
Чемпіон Німеччини. Чемпіон Туреччини.

## Клубна кар'єра
У дорослому футболі дебютував 1989 року виступами за команду клубу «Штутгарт», в якій провів п'ять сезонів, взявши участь у 110 матчах чемпіонату. Більшість часу, проведеного у складі «Штутгарта», був основним гравцем захисту команди.
Своєю грою за цю команду привернув увагу представників тренерського штабу клубу «Бешикташ», до складу якого приєднався 1994 року. Відіграв за стамбульську команду наступний сезон своєї ігрової кар'єри.
Завершив професійну ігрову кар'єру у клубі «Герта», за команду якого виступав протягом 1995–2003 років.

## Виступи за збірну
1990 року дебютував в офіційних матчах у складі національної збірної Ісландії. Протягом кар'єри у національній команді, яка тривала 13 років, провів у формі головної команди країни 66 матчів, забивши 10 голів.

## Кар'єра тренера
Розпочав тренерську кар'єру невдовзі по завершенні кар'єри гравця, 2005 року, очоливши тренерський штаб національної збірної Ісландії.
В подальшому входив до тренерського штабу німецького клубу «Вольфсбург».
З 2009 року очолює тренерський штаб молодіжної збірної Ісландії.

## Титули і досягнення
- Чемпіон Німеччини (1):

«Штутгарт»: 1992
- Володар Суперкубка Німеччини (1):

«Штутгарт»: 1992
- Чемпіон Туреччини (1):

«Бешикташ»: 1995
- Володар Кубка німецької ліги (2):

«Герта»: 2001, 2002